# Il grido delle aquile
Il grido delle aquile (Screaming Eagles) è un film del 1956 diretto da Charles F. Haas.

## Trama
Film sui paracadutisti della 101st Airborne Division che combattono durante l'invasione del D-Day nel giugno del 1944.